# Ioan Dragomir
Ioan Dragomir (Ariniș, 11 ottobre 1905 – Bucarest, 25 aprile 1985) è stato un vescovo cattolico rumeno della Chiesa greco-cattolica rumena.

## Biografia
Monsignor Ioan Dragomir nacque ad Ariniș l'11 ottobre 1905 in una famiglia contadina.

### Formazione e ministero sacerdotale
Frequentò la scuola elementare nella sua città natale e il liceo a Zalău e Baia Mare. Conseguito il diploma, su incoraggiamento della madre entrò nel seminario dell'eparchia di Cluj-Gherla.
Tra il 1932 e il 1934 fu ordinato presbitero. Dopo la sua ordinazione operò per due anni nella cura pastorale parrocchiale. Nel 1934 si recò a Strasburgo per studiare teologia, ma dovette tornare a casa per motivi di salute. Dopo il recupero, completò gli studi a Roma dove conseguì il dottorato in teologia. Divenne poi arciprete di Satu Mare e vicario capitolare a Baia Mare. Già durante la seconda guerra mondiale fu osservato, minacciato e perseguitato per la sua attività pastorale.
Nel 1948, quando il nuovo regime comunista mise fuori legge la Chiesa greco-cattolica rumena, si nascose per qualche tempo in un fienile nella sua città natale. Una sera, vestito da contadino, prese il treno per Bucarest. Nelle sue memorie, il vescovo racconta di come venne riconosciuto da uno dei suoi compaesani, il quale, per rimanere in silenzio, si fece dare una notevole quantità di denaro. Poco dopo però egli si recò in una locanda a bere. Nella sua ubriachezza tradì padre Dragomir, vantandosi di averlo aiutato. Quest'ultimo riuscì a evitare l'arresto rifugiandosi nella nunziatura apostolica a Bucarest.

### Ministero episcopale
Nel 1949 papa Pio XII lo nominò vescovo ausiliare di Maramureș e titolare di Paleopoli di Pamfilia. Ricevette l'ordinazione episcopale in segreto il 6 marzo dello stesso anno nella cappella della nunziatura apostolica di Bucarest dal vescovo di Savannah-Atlanta Gerald Patrick Aloysius O'Hara, reggente della nunziatura, coconsacrante il vescovo titolare di Trapezopoli Ioan Ploscaru.
Con l'adozione della Costituzione della Repubblica popolare rumena il 13 aprile 1948, le relazioni diplomatiche con la Santa Sede furono interrotte e la nunziatura apostolica chiusa. Monsignor Dragomir venne quindi arrestato, condannato e imprigionato. Venne rilasciato nel 1964 dopo un'amnistia e si nascose nella sua città natale dove lo si credeva morto dopo i tanti anni di prigionia. Continuò a operare nella Chiesa clandestina e ordinò diversi sacerdoti, tra essi Lucian Mureșan e Alexandru Mesian. Consacrò anche dei vescovi - tra cui Emil Riti (1926–2006), Iustin Stefan Paven (1925–1999) e Octavian Cristian (1920–1989) - che però non vennero riconosciuti dalla Santa Sede.
Morì a Bucarest il 25 aprile 1985 dopo una lunga e dolorosa malattia. Fu sepolto nel cimitero della sua città natale, vicino alla tomba dei suoi genitori, con grande commozione dei fedeli, del clero e dei vescovi clandestini Ioan Cherteș, Ioan Ploscaru e Alexandru Todea. Essi lo definirono "un pilastro che doveva sostenere, un pilastro della fede, un pilastro di pazienza, un pilastro della nostra nazione, dell'amore per tutte le nazioni, un pilastro del regno di Cristo che il Santo Padre desidera, il discendente di Pietro nella nostra epoca". Papa Giovanni Paolo II inviò tramite il cardinale Agostino Casaroli un telegramma di condoglianze ai sacerdoti e ai fedeli dell'eparchia di Maramureș. In esso si affermava anche che il papa aveva celebrato una messa in suffragio di monsignor Dragomir e si inviava una speciale benedizione a tutti i credenti della Romania.

## Genealogia episcopale
La genealogia episcopale è:
- Cardinale Scipione Rebiba
- Cardinale Giulio Antonio Santori
- Cardinale Girolamo Bernerio, O.P.
- Arcivescovo Galeazzo Sanvitale
- Cardinale Ludovico Ludovisi
- Cardinale Luigi Caetani
- Cardinale Ulderico Carpegna
- Cardinale Paluzzo Paluzzi Altieri degli Albertoni
- Papa Benedetto XIII
- Papa Benedetto XIV
- Cardinale Enrico Enriquez
- Arcivescovo Manuel Quintano Bonifaz
- Cardinale Buenaventura Córdoba Espinosa de la Cerda
- Cardinale Giuseppe Maria Doria Pamphilj
- Papa Pio VIII
- Papa Pio IX
- Cardinale Raffaele Monaco La Valletta
- Cardinale Francesco Satolli
- Cardinale Dennis Joseph Dougherty
- Vescovo Gerald Patrick Aloysius O'Hara
- Vescovo Ioan Dragomir